# Där fruarna bor
Där fruarna bor är den svenska proggruppen Husmoderns brösts första och enda studioalbum, utgivet 1979 på skivbolaget Amalthea (skivnummer AM 11). Tekniker var Johannes Leyman.

## Låtlista
A
1. "Samba Allergi" – 3:45 (Lisbeth Hultén)
2. "Husmoderns vals" – 2:70 (Christina Mannegren)
3. "Nanette" – 4:57 (Katalin Wagner)
4. "Tidlöst barn" – 4:02 (Ulla Ekelund)
5. "Husmoderns disk-o-bänk" – 4:11 (Maria Lindström)

B
1. "Sjømannsvise" – 4:19 (Alf Cranner, Harald Sverdrup)
2. "Husmoderns affär" – 4:21 (Maria Lindström)
3. "Pengar" – 3:54 (Maria Lindström)
4. "Kork o plast" – 2:57 (Marie Larsdotter, Svante Fredriksson)
5. "Kontaktannonsen" – 3:17 (Christina Mannegren)
6. "Ofta e de väl så" – 3:02 (Ulla Ekelund)

## Medverkande
- Ulla Ekelund – piano, sång, orgel
- Lisbeth Hultén – sång, trummor, triangel
- Marie Larsdotter – flöjt, sång, bas, dragspel
- Maria Lindström – gitarr, doa, dragspel, sång, flöjt, orgel
- Christina Mannegren – bas, sång
- Katalin Wagner – congas, claves, cabasa, sång